# Henry Ferguson

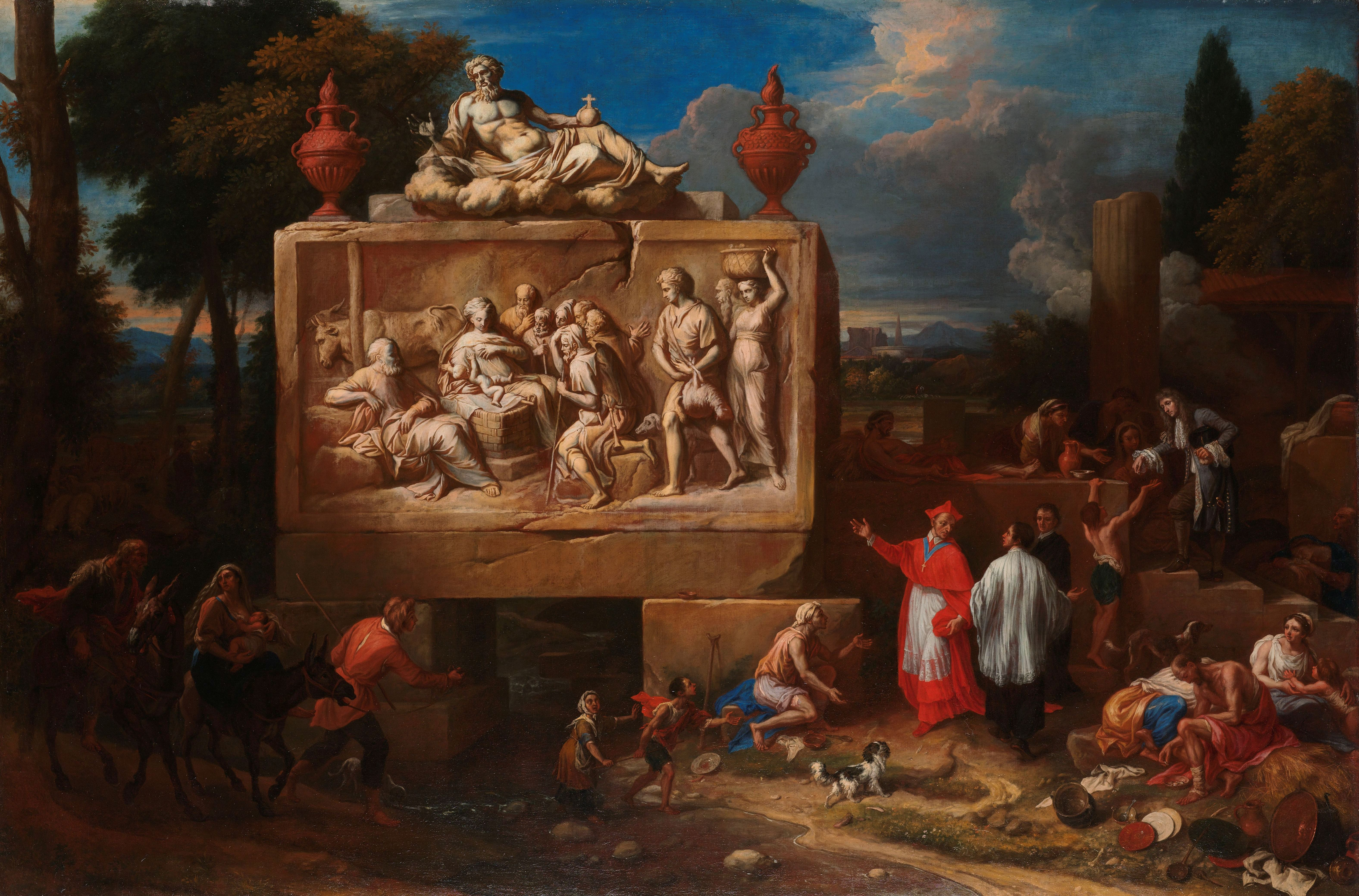
Classicistisch landschap met de Heilige Carlo Borromeo naast een sarcofaag met een afbeelding van de aanbidding door de herders (1700-1720)

Henry Ferguson (Den Haag, 1655 of 1665 - Toulouse, 1730) was een Nederlands landschapsschilder. 
Henry Ferguson was een zoon van de Schotse stillevenschilder William Gowe Ferguson. In de literatuur komt zijn naam ook voor als Henry Ferguison of Henry Vergazon. Volgens Eidelberg (2001) werd hij geboren voor of in 1655, maar alle andere bronnen noemen 1665 als geboortejaar. Een schilderij in Sint Petersburg dat door hem zou zijn geschilderd is echter van 1680, waardoor 1665 onwaarschijnlijk is. 
Ferguson werkte in Den Haag en Lyon. Hij reisde met Adriaen van der Kabel in 1690 van Lyon naar Toulouse. Tot 1712 werkte hij in het atelier van Godfrey Kneller in Londen waar hij achtergronden schilderde. Van 1712 tot 1719 was hij ingeschreven in het schildersgilde in Den Haag, waarna hij weer naar Toulouse vertrok. Hij stierf daar in 1730.
Ferguson was een schilder die zich toelegde op de weergave van fragmentarische, meestal antieke, sculpturen, met name reliëfs, in landschappen.
- Biografisch Portaal: 37588419
- Gemeinsame Normdatei: 123003210
- RKD-Nederlands Instituut voor Kunstgeschiedenis: 27689
- Union List of Artist Names: 500331118
- Virtual International Authority File: 309813883